# Jarosław Rodzewicz
Jarosław Andrzej Rodzewicz (Gdynia, 11 de mayo de 1973) es un deportista polaco que compitió en esgrima, especialista en la modalidad de florete.
Participó en los Juegos Olímpicos de Atlanta 1996, obteniendo una medalla de plata en la prueba por equipos (junto con Adam Krzesiński, Ryszard Sobczak y Piotr Kiełpikowski). Ganó una medalla de bronce en el Campeonato Mundial de Esgrima de 1995, también por equipos.

## Palmarés internacional
| Juegos Olímpicos   | Juegos Olímpicos         | Juegos Olímpicos  | Juegos Olímpicos    |
| Año                | Lugar                    | Medalla           | Prueba              |
| ------------------ | ------------------------ | ----------------- | ------------------- |
| 1996               | Atlanta (Estados Unidos) | Medalla de plata  | Florete por equipos |
| Campeonato Mundial |                          |                   |                     |
| Año                | Lugar                    | Medalla           | Prueba              |
| 1995               | La Haya (Países Bajos)   | Medalla de bronce | Florete por equipos |